# Cyphostemma oxyphyllum
Cyphostemma oxyphyllum là một loài thực vật hai lá mầm trong họ Nho. Loài này được (A.Rich.) Vollesen miêu tả khoa học đầu tiên năm 1984.